# Germain Garcia
Pour les articles homonymes, voir García.

a Compétitions nationales et continentales officielles uniquement.

b Matchs officiels uniquement.
Germain Garcia, né le 10 juin 1993 à Bayonne, est un joueur français de rugby à XV et de rugby à sept qui évolue au poste de troisième ligne aile. Il joue pendant sa carrière professionnelle au sein de l'effectif du club de l'US Dax, et compte quelques sélections en équipe de France de rugby à sept.

## Biographie
Germain Garcia se destine au handball dans sa jeunesse, vivant à Capbreton. Alors qu'il s'inscrit au lycée Borda de Dax, il se lance dans la pratique du rugby à XV pour rejoindre ses camarades, mais également attiré par l’effet de la Coupe du monde de rugby à XV 2007 se déroulant cette même année, et prend sa licence chez les cadets de l'US Dax,.
Il participe pendant sa scolarité au Sanix World Rugby Youth Tournament (en) en 2010, un tournoi rassemblant les meilleurs lycées japonais ainsi que des lycées des grandes nations du rugby pour une Coupe du monde scolaire organisée sur le sol japonais. Le Dax Landes High School qui représente le lycée Borda remet alors son titre en jeu, ayant gagné l'édition précédente. Cette compétition permet à Garcia d'être repéré et d'être promu au centre de formation de Jérôme Daret. Il est sélectionné pour son premier match au sein de l'effectif professionnel lors de la dernière journée de la saison 2012-2013 et un déplacement chez le FC Auch,,. Il signe ensuite en 2014 un contrat espoir d'un an avec passage en statut professionnel à son terme.
Tout d'abord orienté vers des études de droit, il se reconvertit en parallèle de sa formation sportive vers un IUT en techniques de commercialisation,.
Entre-temps, après deux sélections en rugby à sept en équipe de France « développement »,, il est appelé en équipe première pour participer aux Jeux mondiaux de 2013 à Cali, dans un effectif alors seulement composé de deux cadres titulaires.
Opéré à l'épaule à la suite d'une blessure en octobre 2015, Garcia est écarté des terrains pendant six mois lors de la saison 2015-2016. Il choisit ensuite de quitter le club à la fin de la saison pour reprendre ses études.

## Palmarès

### En équipe nationale à sept
- Jeux mondiaux :
  - Quatrième : 2013.